# Épothémont
Épothémont ist eine französische Gemeinde mit 154 Einwohnern (Stand: 1. Januar 2022) im Département Aube in der Region Grand Est. Sie gehört zum Arrondissement Bar-sur-Aube und zum gleichnamigen Kanton Bar-sur-Aube. 
Sie ist umgeben von folgenden Nachbargemeinden:
| Maizières-lès-Brienne, Vallentigny | Rives Dervoises                             | Rives Dervoises |
| Juzanvigny                         | Kompassrose, die auf Nachbargemeinden zeigt |                 |
| Crespy-le-Neuf                     |                                             | Ville-aux-Bois  |

## Bevölkerungsentwicklung

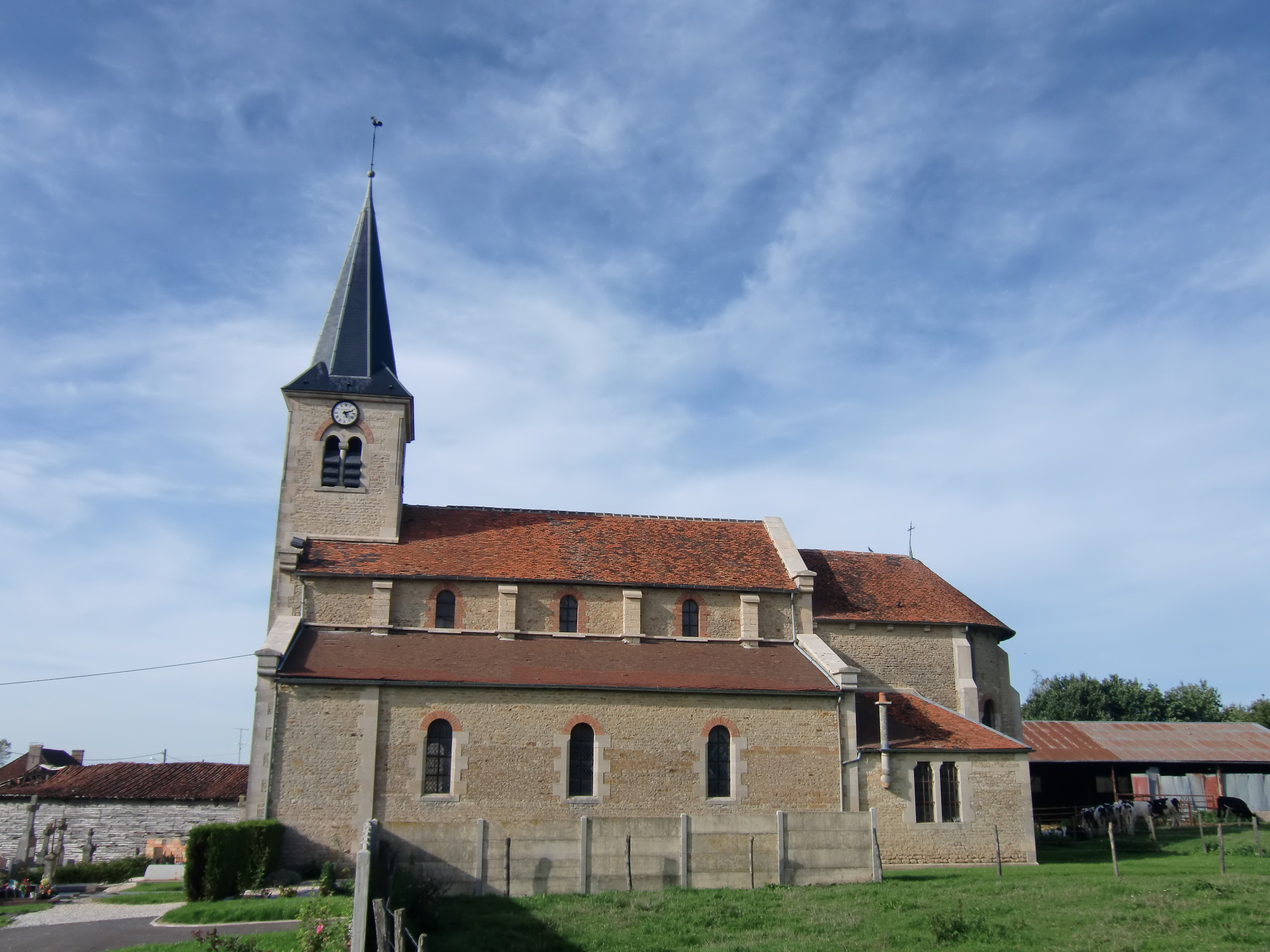
Kirche Saint-Quentin

| Jahr                      | 1962 | 1968 | 1975 | 1982 | 1990 | 1999 | 2008 | 2016 |
| ------------------------- | ---- | ---- | ---- | ---- | ---- | ---- | ---- | ---- |
| Einwohner                 | 195  | 181  | 152  | 142  | 163  | 175  | 168  | 179  |
| Quelle: Cassini und INSEE |      |      |      |      |      |      |      |      |